# Anatetranychus
Anatetranychus är ett släkte av spindeldjur. Anatetranychus ingår i familjen Tetranychidae.
Kladogram enligt Catalogue of Life:
| Anatetranychus | \| \| Anatetranychus hakea \| \| \| \| \| \| Anatetranychus hapsis \| \| \| \| |
|                | \| \| Anatetranychus hakea \| \| \| \| \| \| Anatetranychus hapsis \| \| \| \| |
|                | Anatetranychus hakea                                                           |
|                |                                                                                |
|                | Anatetranychus hapsis                                                          |
|                |                                                                                |